# Liste der denkmalgeschützten Objekte in Deutschfeistritz
Die Liste der denkmalgeschützten Objekte in Deutschfeistritz enthält die 25 denkmalgeschützten, unbeweglichen Objekte der Gemeinde Deutschfeistritz im steirischen Bezirk Graz-Umgebung.

## Denkmäler
| Foto  |                 | Denkmal | Standort                                                  | Beschreibung | Metadaten |
| ----- | --------------- | --- | --------------------------------------------------------- | --- | --- |
| ja    | Datei hochladen | Kath. Pfarrkirche hl. Martin und Kirchhof mit Ummauerung HERIS-ID: 51000 Objekt-ID: 56543                           | Am Kirchberg 4 Standort KG: Deutschfeistritz              | Die gotische Pfarrkirche wurde in der zweiten Hälfte des 13. Jahrhunderts erbaut. Ein Teil des Kirchturms wurde später barockisiert. Ursprünglich war die Kirche wahrscheinlich von Wehranlagen umgeben, die aber nicht erhalten sind. Der Hochaltar 1778 wurde vermutlich von Johann Baptist Fischer und Josef Gäminger, die Kanzel vermutlich von Johann Jacob Schoy gestaltet. | BDA-Hist.: Q1400369 Status: § 2a Stand der BDA-Liste: 2025-06-30 Name: Kath. Pfarrkirche hl. Martin und Kirchhof mit Ummauerung GstNr.: .10, .9, 147, .11, 787/5 Pfarrkirche Deutschfeistritz                   |
| ja    | Datei hochladen | Mesnerhaus HERIS-ID: 91905 Objekt-ID: 106794                                                                        | Am Kirchberg 6 Standort KG: Deutschfeistritz              | | BDA-Hist.: Q37756969 Status: § 2a Stand der BDA-Liste: 2025-06-30 Name: Mesnerhaus GstNr.: .11 Mesnerhaus Deutschfeistritz                                                                                      |
| ja    | Datei hochladen | Skulptur Bären HERIS-ID: 91951 Objekt-ID: 106841                                                                    | bei Bärensiedlung 1 Standort KG: Deutschfeistritz         | | BDA-Hist.: Q37757238 Status: § 2a Stand der BDA-Liste: 2025-06-30 Name: Skulptur Bären GstNr.: .315 |
| ja    | Datei hochladen | Kraftwerk Peggau-Deutschfeistritz HERIS-ID: 91940 Objekt-ID: 106830                                                 | E-Werkstraße 31 Standort KG: Deutschfeistritz             | Das Kraftwerk Peggau-Deutschfeistritz wurde 1908 in Betrieb genommen und 1965 umgebaut und erweitert. Das monumentale, schlossartige Jugendstil-Krafthaus (das mit dem Umbau 1965 seine Funktion verlor) stammt von Josef Hötzl. Anmerkung: Gem. GStNr. ist nur das alte Krafthaus geschützt. | BDA-Hist.: Q113585762 Status: Bescheid Stand der BDA-Liste: 2025-06-30 Name: Kraftwerk Peggau-Deutschfeistritz GstNr.: .126 Kraftwerk Peggau-Deutschfeistritz - Altes Krafthaus                                 |
| ja    | Datei hochladen | Rathaus/Gemeindeamt HERIS-ID: 91923 Objekt-ID: 106812                                                               | Grazerstraße 1 Standort KG: Deutschfeistritz              | | BDA-Hist.: Q37757030 Status: § 2a Stand der BDA-Liste: 2025-06-30 Name: Rathaus/Gemeindeamt GstNr.: .86/2 Gemeindeamt Deutschfeistritz                                                                          |
| ja    | Datei hochladen | Schloss Thinnfeld mit Pächterhaus HERIS-ID: 36887 Objekt-ID: 35924                                                  | Kirchberggasse 20 Standort KG: Deutschfeistritz           | Das Schloss wurde zwischen 1761 und 1764 von Ferdinand Josef von Thinnfeld nach eigenen Plänen errichtet. Der zweigeschoßige Rechteckbau erhält durch die vier Eckpavillons mit Mansarddächern eine starke Plastizität. Er wird von einem Park umgeben. Die Innenausstattung ist im steirischen Rokoko gestaltet. | BDA-Hist.: Q2243707 Status: Bescheid Stand der BDA-Liste: 2025-06-30 Name: Schloss Thinnfeld mit Pächterhaus GstNr.: .29, .30                                                                                   |
| ja    | Datei hochladen | Ehem. Sensenwerk HERIS-ID: 46100 Objekt-ID: 47758                                                                   | Rudolf-Klug-Gasse 2 u. 4 Standort KG: Deutschfeistritz    | Der Sensenhammer mit den beiden Werkshallen wurde 1819 und 1849 vom Hammerherrn Johann Pachernegg errichtet. Die heute noch funktionsfähigen Hämmer werden von sechs Wasserrädern betrieben. 1984 wurde das Werk geschlossen, vom Kulturverein Sensenwerk Deutschfeistritz renoviert und revitalisiert. Es ist heute als Museum zu besichtigen. | BDA-Hist.: Q2271305 Status: Bescheid Stand der BDA-Liste: 2025-06-30 Name: Ehem. Sensenwerk GstNr.: .36/1, .36/2                                                                                                |
| ja    | Datei hochladen | Polytechnische Schule/Volkshochschule HERIS-ID: 92174 Objekt-ID: 107073                                             | Schulgasse 5 Standort KG: Deutschfeistritz                | | BDA-Hist.: Q37758522 Status: § 2a Stand der BDA-Liste: 2025-06-30 Name: Polytechnische Schule/Volkshochschule GstNr.: .131                                                                                      |
| ja    | Datei hochladen | Pfarrhof und Nebengebäude sowie Torbogen HERIS-ID: 50999 Objekt-ID: 56542                                           | Standort KG: Deutschfeistritz                             | Der Pfarrhof, im Kern 16. Jahrhundert, wurde baulich mehrmals verändert und modernisiert. Erhalten sind eine Tramdecke (datiert 1573) und ein spätgotisches Bild des hl. Christophorus (um 1520) sind erhalten. | BDA-Hist.: Q38043126 Status: § 2a Stand der BDA-Liste: 2025-06-30 Name: Pfarrhof und Nebengebäude sowie Torbogen GstNr.: .9 Pfarrhof Deutschfeistritz                                                           |
| ja    | Datei hochladen | Straßenbrücke HERIS-ID: 92066 Objekt-ID: 106959                                                                     | Standort KG: Deutschfeistritz                             | Anmerkung: Die Brücke führt über die Mur, die hier Deutschfeistritz von Peggau trennt. | BDA-Hist.: Q37757918 Status: § 2a Stand der BDA-Liste: 2025-06-30 Name: Straßenbrücke GstNr.: 792/1, 807 |
| ja    | Datei hochladen | Kalvarienberg/Kreuzweg HERIS-ID: 91968 Objekt-ID: 106859                                                            | Standort KG: Deutschfeistritz                             | Der Kalvarienberg südlich der Kirche wurde 1695 erbaut. Die barocke Kreuzigungsgruppe mit Christus und den zwei Schächern aus Holz, dem hl. Johannes und den zwei Frauen aus Stein, alle Figuren überlebensgroß, wurde nach 1714 geschaffen. 1969 restauriert. Am Kreuzweg drei barocke Stationskapellen mit Schmiedeeisengitter. | BDA-Hist.: Q1722748 Status: § 2a Stand der BDA-Liste: 2025-06-30 Name: Kalvarienberg/Kreuzweg GstNr.: .12, 155/1, 156/1 Kalvarienberg (Deutschfeistritz)                                                        |
| ja    | Datei hochladen | Ölbergkapelle HERIS-ID: 91981 Objekt-ID: 106873                                                                     | Standort KG: Deutschfeistritz                             | Die barocke Ölbergkapelle wurde 1695 in den Berghang gebaut und hat eine Stichkappentonne und darüber einen Dachreiter mit Zwiebel und Laterne. Im Inneren befinden sich eine barocke Ölberggruppe, ein Tabernakel aus dem Rokoko und eine figürliche Kreuzgruppe mit Engel aus der Bauzeit. Die Glocke wurde 1696 von Florentin Streckfuß gegossen. | BDA-Hist.: Q55432133 Status: § 2a Stand der BDA-Liste: 2025-06-30 Name: Ölbergkapelle GstNr.: .13 Ölbergkapelle (Deutschfeistritz)                                                                              |
| ja    | Datei hochladen | Aufbahrungshalle HERIS-ID: 91988 Objekt-ID: 106880                                                                  | Feldgasse 13 Standort KG: Deutschfeistritz                | | BDA-Hist.: Q37757524 Status: § 2a Stand der BDA-Liste: 2025-06-30 Name: Aufbahrungshalle GstNr.: .130 |
| ja    | Datei hochladen | Kraftwerk Peggau-Deutschfeistritz, Südliches Stollenportal HERIS-ID: 91946 Objekt-ID: 106836                        | Standort KG: Deutschfeistritz                             | Der Zulaufkanal des Kraftwerks Peggau-Deutschfeistritz führt auf einer Strecke von 1073 Meter als Stollen unter dem Kugelstein hindurch. Der Stollen mit den beiden Portalen wurde 1906 bis 1908 erbaut. Das nördliche Stollenportal liegt in Frohnleiten. | BDA-Hist.: Q64692124 Status: Bescheid Stand der BDA-Liste: 2025-06-30 Name: Kraftwerk Peggau-Deutschfeistritz, Südliches Stollenportal GstNr.: 72/1 Kraftwerk Peggau-Deutschfeistritz - Südliches Stollenportal |
| ja    | Datei hochladen | Murbrücke HERIS-ID: 92064 Objekt-ID: 106957                                                                         | Am Feldboden 2, in der Nähe Standort KG: Deutschfeistritz | Anmerkung: Die Eisenbahnbrücke über die Mur, als Konstruktionssystem Eisengitterträger, verbindet Deutschfeistritz mit Peggau. | BDA-Hist.: Q37757885 Status: Bescheid Stand der BDA-Liste: 2025-06-30 Name: Murbrücke GstNr.: 792/2, 815 |
| BW    | Datei hochladen | Siedlungsgebiet, Frühmittelalterliche Siedlung HERIS-ID: 112433 Objekt-ID: 130620seit 2015                          | Standort KG: Deutschfeistritz                             | | BDA-Hist.: Q37830779 Status: Bescheid Stand der BDA-Liste: 2025-06-30 Name: Siedlungsgebiet, Frühmittelalterliche Siedlung GstNr.: 105, 150, 155/1                                                              |
| ja    | Datei hochladen | Pfarrhof HERIS-ID: 37167 Objekt-ID: 36244seit 2014                                                                  | Großstübing 1 Standort KG: Großstübing                    | Der Pfarrhof ist ein barocker Bau mit rechteckigem Grundriss, Walmdach und einfachen Fenstergittern im Untergeschoß. | BDA-Hist.: Q37974291 Status: Bescheid Stand der BDA-Liste: 2025-06-30 Name: Pfarrhof GstNr.: .134 Pfarrhof Großstübing                                                                                          |
| ja BW | Datei hochladen | Kath. Pfarrkirche hl. Anna und Friedhof mit Torbau, Initienkapellen und Umfriedung HERIS-ID: 51489 Objekt-ID: 57147 | Großstübing Standort KG: Großstübing                      | Die Pfarrkirche mit hölzernem Dachreiter und zum Chor gerundetem Saalraum wurde 1786–1788 erbaut. Die Westfassade über dem Portal, die ein Relief von Anna selbdritt darstellt, wurde allerdings erst 1855 gestaltet. Auch der Hochaltar stellt Anna selbdritt dar und stammt aus dem Jahr 1810. Um die Kirche befindet sich ein barocker Friedhof mit Steinportal. | BDA-Hist.: Q2083323 Status: § 2a Stand der BDA-Liste: 2025-06-30 Name: Kath. Pfarrkirche hl. Anna und Friedhof mit Torbau, Initienkapellen und Umfriedung GstNr.: .133, 1019 Pfarrkirche Großstübing            |
| ja    | Datei hochladen | Schloss Stübing HERIS-ID: 51589 Objekt-ID: 57273                                                                    | Schlossweg 12 Standort KG: Kleinstübing                   | Das Schloss ging aus einem, erstmals 1130 erwähnten Vorgängerbau hervor und wurde 1863 im Windsorstil umgebaut. Die ehemaligen Wehranlagen sind auch heute noch erkennbar. | BDA-Hist.: Q2243647 Status: Bescheid Stand der BDA-Liste: 2025-06-30 Name: Schloss Stübing GstNr.: 99/1, 99/2 Schloss Stübing                                                                                   |
| ja    | Datei hochladen | Römerzeitliche Siedlung Kleinstübing HERIS-ID: 77376 Objekt-ID: 91004                                               | bei Schlossweg 12 Standort KG: Kleinstübing               | Von der Römersiedlung wurde 2003 eine so genannte Villa rustica ausgegraben. Diese stammt wahrscheinlich aus dem 2. bis 4. Jahrhundert und war Teil eines größeren Gebäudekomplexes. Seit 2009 ist die Ausgrabungsstätte überdacht. | BDA-Hist.: Q1411051 Status: Bescheid Stand der BDA-Liste: 2025-06-30 Name: Römerzeitliche Siedlung Kleinstübing GstNr.: 99/1, 99/2                                                                              |
| ja    | Datei hochladen | Ansitz Schackhof HERIS-ID: 36888 Objekt-ID: 35925                                                                   | Weingartleiten-Weg 2 Standort KG: Prenning                | Der Schackhof ist ein zweistöckiges Gebäude und war früher ein freier Edelmannssitz. Er hat einen Schopfwalmgiebel und an der Giebelwand befindet sich eine Sgraffitoverkleidung aus der Zeit um 1620. | BDA-Hist.: Q37972724 Status: Bescheid Stand der BDA-Liste: 2025-06-30 Name: Ansitz Schackhof GstNr.: 363/3 Schackhof Prenning                                                                                   |
| ja    | Datei hochladen | Burgruine Waldstein HERIS-ID: 37523 Objekt-ID: 36702                                                                | nordöstlich Arzwaldgraben 11 Standort KG: Waldstein       | Die Burg wurde wahrscheinlich gegen Ende des 11. Jahrhunderts errichtet und wurde erstmals 1152 urkundlich erwähnt. Man ließ sie ab dem 16. Jahrhundert verfallen. Heute sind nur mehr der dreieckige Bergfried, der Palas sowie Teile der Burgkapelle erhalten. Zusammen mit der Burgruine steht auch die Ruine des 500 m südlich gelegenen vorburgartigen Hungerturms unter Denkmalschutz. | BDA-Hist.: Q1015567 Status: Bescheid Stand der BDA-Liste: 2025-06-30 Name: Burgruine Waldstein GstNr.: .66, .68 Burg Waldstein (Styria)                                                                         |
| ja    | Datei hochladen | Schloss Waldstein mit Inventar der Schlosskirche HERIS-ID: 92097 Objekt-ID: 106992seit 2013                         | Übelbacherstraße 179 Standort KG: Waldstein               | Das „Neue Schloss“ unterhalb der Burg wurde Anfang des 16. Jahrhunderts anstelle eines Meierhofes erbaut, Süd- und Ostflügel kamen bei Umbau und Erweiterung des Schlosses in den 1660er-Jahren dazu. Es ist eine regelmäßige zwei- bis dreigeschoßige Vierflügelanlage um einen rechteckigen Hof. Der älteste Teil ist der erhöhte Westtrakt mit Dachreiter, den barocken Teilen sind Säulenarkaden vorgeblendet. Im Hof befinden sich große Wandmalereien von Hirschen und den Forstmeistern des späten 17. Jahrhunderts, die 1956/57 aufgedeckt wurden. Die ursprünglich freistehenden Ecktürme sind seit dem Umbau in das Gebäude einbezogen, treten aber noch hervor. Die über beide Geschoße reichende Kapelle im Südtrakt wurde 1750–1756 ausgestattet, bemerkenswert ist die Rokoko-Stukkatur. Auch enthält sie drei spätbarocke Altäre, das Bild des Hochaltars (eine Darstellung der Immaculata) stammt aus ungefähr 1687 von Hans Adam Weissenkirchner. | BDA-Hist.: Q1684577 Status: Bescheid Stand der BDA-Liste: 2025-06-30 Name: Schloss Waldstein mit Inventar der Schlosskirche GstNr.: .1 Schloss Waldstein                                                        |
| ja    | Datei hochladen | Figurenbildstock hl. Johannes Nepomuk HERIS-ID: 92141 Objekt-ID: 107038                                             | Waldstein Standort KG: Waldstein                          | | BDA-Hist.: Q37758318 Status: § 2a Stand der BDA-Liste: 2025-06-30 Name: Figurenbildstock hl. Johannes Nepomuk GstNr.: 291 Johannes-Nepomuk-Bildstock, Waldstein                                                 |
| ja    | Datei hochladen | Wartehaus HERIS-ID: 92148 Objekt-ID: 107045                                                                         | Waldstein Standort KG: Waldstein                          | Das hölzerne Wartehaus wurde mit der Inbetriebnahme der Übelbacher Bahn im Jahre 1919 in alter Zimmermannstechnik gefertigt. Im August 2011 wurde das Wartehaus abgebaut, um der stärker werdenden Holzverladung Platz zu machen, und in das Freilichtmuseum Stübing überstellt. Dort steht es an einem Waldweg oberhalb der Eisenbahnschienen. | BDA-Hist.: Q37758354 Status: § 2a Stand der BDA-Liste: 2025-06-30 Name: Wartehaus GstNr.: .85 Wartehaus Waldstein                                                                                               |